# Supercoupe d'Algérie de football 2014
Navigation
Supercoupe d'Algérie 2013 Supercoupe d'Algérie 2015
L'édition 2014 de la Supercoupe d'Algérie de football oppose, le 9 août 2014, l'USM Alger champion d'Algérie en titre et le MC Alger vainqueur de la Coupe d'Algérie en titre.
Le groupe de télécommunications ATM Mobilis est le sponsor de la compétition.

## Les qualifiés
Pour cette édition, les deux qualifiés sont les tenants des titres du Championnat d'Algérie de l'édition 2014, l'USM Alger et de la Coupe d'Algérie de l'édition 2014, le MC Alger. Ces deux équipes se sont disputé le trophée de la Supercoupe d'Algérie.

### Le champion d'Algérie
- USM Alger.

### Le vainqueur de la Coupe d'Algérie
- MC Alger.

## La rencontre
| Entraîneur : |
| Hubert Velud |

| Entraîneur :   |
| Boualem Charef |

| Entraîneur : |
| Hubert Velud |

| Entraîneur :   |
| Boualem Charef |